# Zygaena purpuralis
Zygène pourpre, Zygène du serpolet
Espèce
Zygaena purpuralis, la Zygène pourpre ou Zygène du serpolet, est une espèce de lépidoptères (papillons) de la famille des Zygaenidae et de la sous-famille des Zygaeninae.

## Description
Le papillon ressemble fort à la Zygène diaphane (Zygaena minos), seul un examen des genitalia permet de les distinguer.
Z. purpuralis est cependant plus montagnard, même s'ils peuvent cohabiter. Les ailes sont peu écailleuses, les antérieures ornées d'une bande rouge atteignant presque l'apex.
La chenille se nourrit exclusivement de thyms (serpolet et thym commun Thymus vulgaris).

## Distribution
Cette espèce est largement répandue en Europe, sauf en Scandinavie ; en France, elle vit dans la moitié est du pays et dans les Pyrénées. Elle est absente de Corse. Elle se rencontre jusqu'en Russie et en Sibérie centrale et au-delà du lac Baïkal. Elle se rencontre également en Asie mineure, dans le Caucase et autour de la mer Noire.

## Taxonomie
Le genre Zygaena est subdivisé en 3 sous-genres, l'espèce ici traitée se situe dans le sous-genre Zygaena (Mesembrynus).
De nombreuses sous-espèces ont été décrites.

### Sous-espèces
- Zygaena purpuralis purpuralis
- Zygaena purpuralis austronubigena Verity 1946
- Zygaena purpuralis caledonensis Reiss, 1931
- Zygaena purpuralis dojranica Burgeff, 1926
- Zygaena purpuralis fiorii Costantini, 1916
- Zygaena purpuralis isarca Verity, 1922
- Zygaena purpuralis lathyri Boisduval, 1828
- Zygaena purpuralis magnalpina Verity, 1922
- Zygaena purpuralis mirabilis Verity, 1922
- Zygaena purpuralis nubigena Lederer, 1853
- Zygaena purpuralis sabulosa Tremewan, 1976
- Zygaena purpuralis segontii Tremewan, 1958 (sous-espèce peut-être éteinte)